# 鳥獣管理士
鳥獣管理士（ちょうじゅうかんりし）は一般社団法人鳥獣管理技術協会が認定する資格称号。
鳥獣管理士は、日本の各地で深刻な社会問題となっている人と野生鳥獣の軋轢問題を、地域で助言指導できる技術者資格として、2010年に設置された。具体的には、里山やその農耕地における野生動物による農作物などの被害対策を、それぞれの地域の状況を踏まえ、地域住民や行政、猟友会などの関係者と協議し、計画を立案するほか、現場対策の助言指導を行っている。
鳥獣管理士資格試験は、鳥獣管理に関する専門の教育プログラムを修了した者を対象に実施されている。現在は、宇都宮大学と栃木県が文部科学省の助成を受けて開講した「里山野生鳥獣管理技術者養成プログラム」の修了者を対象に資格試験が実施されている。
2010年9月30日に初めて17人の鳥獣管理士が認定された。これまでに51名が認定されている。